# Oumourdan Nafala
Oumourdan Nafala (auch: Imourdan Nafala, Imour Dan Nafala, Oumoudan Nafalla) ist ein Stadtviertel von Agadez in Niger.
Oumourdan Nafala ist eines der elf historischen Stadtviertel der zum UNESCO-Welterbe zählenden Altstadt von Agadez, in deren Südosten es liegt. Die angrenzenden Altstadtviertel sind Agar Garin Saka im Nordwesten, Oumourdan Magass im Norden und Angoual Bayi im Südwesten.
Der Ortsname Oumourdan Nafala bedeutet „oberes Oumourdan“. Historisch handelt es sich um eines der drei Stadtviertel der Tuareg-Konföderation Kel Owey. Die beiden anderen sind Oumourdan Magass und Akanfaya. Diese Viertel sind durch viele agajir genannte Koppeln für Kamele und durch als guida-n-Baki bezeichnete temporäre Wohnsitze für fremde Nomaden charakterisiert. Zu den Sehenswürdigkeiten in Oumourdan Nafala zählen die Abawagé-Moschee und der Toundoun-Gabass-Platz. Die Bevölkerung untersteht dem Gonto von Oumourdan Nafala, einem traditionellen Ortsvorsteher, der als Mittelsmann zwischen dem Sultan von Agadez und den Einwohnern auftritt.
Bei der Volkszählung 2012 hatte Oumourdan Nafala 2824 Einwohner, die in 468 Haushalten lebten. Bei der Volkszählung 2001 betrug die Einwohnerzahl 535 in 85 Haushalten und bei der Volkszählung 1988 belief sich die Einwohnerzahl auf 1022 in 142 Haushalten.